# Communication en santé
 (mai 2020).
La communication en matière de santé  est le transfert d'informations des experts dans les domaines de la médecine et de la santé publique aux patients et au public, c'est également l'étude et l'utilisation de stratégies de communication pour informer et influencer les décisions individuelles et communautaires qui améliorent la santé. Ces études portent également sur la communication entre le médecin et le patient. Aux États-Unis, depuis 2014, la communication en santé est une filière professionnelle en développement.
Parce qu'une communication efficace en matière de santé devrait être adaptée au public et à la situation, la recherche sur la communication en matière de santé tend à affiner les stratégies de communication pour éduquer le public sur les moyens d'améliorer la santé ou d'éviter des risques sanitaires spécifiques.
La communication en matière de santé peut viser divers objectifs :
- accroître les connaissances et la sensibilisation du public à un problème de santé ;
- influencer les comportements et les attitudes à l'égard d'un problème de santé ;
- démontrer des pratiques saines ;
- démontrer les avantages des changements de comportement sur les résultats de santé publique ;
- défendre une position sur une question ou une politique de santé ;
- accroître la demande ou le soutien des services de santé ;
- s'opposer aux idées fausses sur la santé.

## Historique
L’étude des rapports existant entre la communication et la santé s’est fortement développée à partir de 1960. Les nouveaux sujets de recherche qui intéressent les chercheurs en communication santé sont la gestion globale de l’information médicale par les acteurs professionnels du domaine de la santé y compris ceux qui ne sont pas experts . Dans les prochaines années, le milieu de la communication de santé s'intéressera à promouvoir une collaboration multidisciplinaire entre les différents acteurs travaillant dans le milieu. Pour l'auteur Ruben Brent, la communication constitue un facteur clé dans la recherche et pratique de la santé. Il existe par ailleurs un écart important entre les théories sur ce domaine et la pratique des professionnels. Selon l'auteure Christina Jones, quatre aspects communicationnels doivent être adressés pour obtenir un changement dans les comportements en ce qui concerne la santé : les barrières, les bénéfices, l'efficacité et les menaces perçues.

## Communication interpersonnelle
La communication santé interpersonnelle porte sur la dimension globale des rapports médecin-patient et non uniquement les techniques pour échanger des informations. Pour l'auteure Emma Paternotte, quatre sujets dans la formation des étudiants en santé permettraient d'améliorer leurs facultés de communication interpersonnelle afin d’offrir aux patients un service médical efficace et centré toujours sur le patient : les différences dans le langage, les différentes perceptions des maladies, l’aspect social de la communication et les préjugés et idées fixes. Le développement de la formation académique — modules, licences, masters — en communication de santé est nécessaire pour répondre à la demande de ce domaine en pleine croissance dans le milieu professionnel des organisations sanitaires.

## Communication interne
Dans une organisation, il est impossible de ne pas communiquer car tous les comportements communiquent des attitudes, des valeurs ou des perceptions. Selon Pablo Medina et Ghizlaine Lahmadi, l'approche managériale des hôpitaux est à prioriser afin d'accorder plus d’importance à la communication interne et interpersonnelle comme stratégie afin de mieux satisfaire les besoins des employés et des patients. Selon Mary Welch et Paul R. Jackson, la communication santé interne est une activité communicationnelle entre les managers stratégiques et les diverses  parties prenantes dont le but est la promotion de l’engagement avec l’organisation, le sentiment d’appartenance, la prise de conscience sur l’environnement changeant et la compréhension des objectifs adoptés. La promotion de la communication interne dans le contexte hospitalier contribue à améliorer les relations interpersonnelles que les professionnels de la santé établissent avec les patients.

## Communication externe
Dans le contexte hospitalier, la communication santé doit être considérée comme un outil de management capable d’aider l’organisation à améliorer ses rapports avec les patients, les politiques et les autres parties prenantes. Par le passé, les  organisations ont montré peu d'intérêt et attaché peu d’importance à la communication, elles s'y intéressent désormais et travaillent de manière intégrée afin d'éviter la duplication d’efforts, les messages inconsistants ou les « guerres de territoires ». La recherche de l'excellence chez les professionnels de la communication santé s'appuie sur un travail multidisciplinaire, mettant en avant le respect de l’éthique, l'évaluation des campagnes et la mise en œuvre de politiques qui guident les actions de communication de santé. La théorie en communication santé externe des organisations sanitaires analyse l'impact de la communication centrée sur le patient, qui implique plusieurs aspects comme les matériaux pour l'information et l'éducation des patients, la signalisation interne et la formation des médecins pour mieux communiquer, dans un équilibre délicat entre empathie et clarté de langage.

## Instrumentalisation
Dans l’administration américaine, par exemple, le principal conseiller du président en matière d'immigration Stephen Miller, aurait, selon le  New York Times, longtemps tenté de stopper l'immigration en alléguant des raisons de  santé publique .

## Revues scientifiques en communication santé
Plusieurs revues spécialisées sur la communication santé existent, notamment : 
1. Journal of Health Communication (en)
2. Health Communication (en)
3. Journals of Healthcare Communication[21]